# Copa do Brasil de Futebol Sub-20 de 2018
A Copa do Brasil de Futebol Sub-20 de 2018 foi a sétima edição desta competição organizada pela Confederação Brasileira de Futebol.
A competição manteve o mesmo regulamento das edições anteriores, consistindo em jogos eliminatórios; contudo, a organização excluiu a regra do gol qualificado como critério de desempate. No total, 32 equipes participaram desta edição, incluindo as vinte equipes do Campeonato Brasileiro do ano anterior e as doze melhores colocadas da segunda divisão nacional.
A primeira fase se iniciou em 27 de março, enquanto a finalíssima foi realizada em 2 de junho. Na decisão, o São Paulo conquistou o título ao derrotar o Corinthians. O clube alcançou sua terceira conquista na história da competição, tornando-se o maior vencedor desta.

## Participantes e regulamento
Em dezembro de 2017, a Confederação Brasileira de Futebol (CBF) anunciou que o gol qualificado deixaria de ser um critério de desempante na Copa do Brasil. Três meses depois, a organização confirmou que a regra também seria utilizada nas competições de bases correspondentes, bem como o regulamento. A edição permaneceu com o mesmo sistema de disputa, trinta e duas equipes iniciam o torneio em embates eliminatórios. Na primeira fase, os clubes visitante que triunfasse no primeiro jogo por dois ou mais gols de diferença eliminariam o jogo de volta e, consequentemente, classificando-se automaticamente. O mando de campo das duas primeiras fases foi decidido pelo ranking nacional dos clubes; contudo, sorteios determinaram o mando de campo nas fases seguintes.
Os participantes também foram divulgados pela organização, sendo eles os vinte clubes do Campeonato Brasileiro de 2017 e os doze melhores colocados do Campeonato Brasileiro da Série B de 2017.

## Resultados

### Primeira fase
Duas partidas iniciaram a sétima edição da competição, ambas realizadas no dia 27 de março. O primeiro confronto decorreu entre Atlético Goianiense e Sport em Goiânia, enquanto que Paraná e Botafogo se enfrentaram em Curitiba. Os dois jogos foram vencidos  pelos mandantes por placar mínimo; contudo, os adversários reverteram o resultado na segunda partida - com placares de 3–0 para o Sport e 3–1 para o Botafogo. No dia seguinte, os mandantes Coritiba e Vila Nova derrotaram Ponte Preta e Atlético Mineiro, respectivamente. Apesar dos triunfos, ambas as equipes foram derrotadas no segundo jogo - o Coritiba sofreu um revés por dois gols de diferença e, consequentemente, terminou sendo eliminado. O Vila Nova, por sua vez, conquistou a vaga nas penalidades. O Fluminense também triunfou em sua estreia diante do Ceará e confirmou sua classificação com uma nova vitória sobre o rival.
No mesmo dia, três embates terminaram empatados: Bahia e Atlético Paranaense não marcaram em Salvador, assim como Figueirense e Santos (1–1), em Florianópolis, e Londrina e Chapecoense (2–2), em Londrina. Bahia e Figueirense venceram o segundo embate, classificando-se. Já Corinthians, Grêmio e Vasco da Gama golearam e se classificaram automaticamente sem a necessidade de disputar a partida de volta. A vitória do Flamengo por dois gols de diferença sobre o Paysandu também qualificou automaticamente a equipe. Em 29 de maio, América Mineiro e Vitória estrearam com vitória sobre Palmeiras e Internacional, respectivamente. A equipe baiana obteve um revés na segunda partida, mas classificou-se pelo saldo de gols no confronto, enquanto que o Palmeiras triunfou e eliminou o América Mineiro. Dois dias depois, o Brasil de Pelotas superou o São Paulo pelo placar mínimo; contudo, a equipe gaúcha foi derrotada na segunda partida e eliminada. Por fim, o Juventude se qualificou nas penalidades diante do Cruzeiro.
| Equipe 1            | Total       | Equipe 2            | 1.º jogo | 2.º jogo |
| ------------------- | ----------- | ------------------- | -------- | -------- |
| Ceará               | 3–5         | Fluminense          | 1–2      | 2–3      |
| Oeste               | 0–4         | Grêmio              | 0–4      | –        |
| América Mineiro     | 4–5         | Palmeiras           | 3–2      | 1–3      |
| Bahia               | 3–2         | Atlético Paranaense | 0–0      | 3–2      |
| Brasil de Pelotas   | 2–3         | São Paulo           | 1–0      | 1–3      |
| Londrina            | 3–3 (3–4 p) | Chapecoense         | 2–2      | 1–1      |
| Avaí                | 1–4         | Vasco da Gama       | 1–4      | –        |
| Vila Nova           | 4–4 (5–4 p) | Atlético Mineiro    | 3–1      | 1–3      |
| Atlético Goianiense | 1–3         | Sport               | 1–0      | 0–3      |
| Boa Esporte         | 1–9         | Corinthians         | 1–9      | –        |
| Vitória             | 5–4         | Internacional       | 3–1      | 2–3      |
| Paysandu            | 0–2         | Flamengo            | 0–2      | –        |
| Coritiba            | 4–5         | Ponte Preta         | 3–2      | 1–3      |
| Juventude           | 4–4 (4–2 p) | Cruzeiro            | 2–1      | 2–3      |
| Paraná              | 2–3         | Botafogo            | 1–0      | 1–3      |
| Figueirense         | 6–4         | Santos              | 1–1      | 5–3      |

### Oitavas de final
A tabela da fase de Oitavas de final foi divulgada pela CBF em 5 de abril. Na ocasião, a entidade definiu as datas dos confrontos. Cinco embates foram realizados no dia 11 de abril, sendo que três terminaram empatados: Sport e Corinthians (0–0), e Vila Nova e Vasco (1–1), bem como Vitória e Flamengo. Jogando em Novo Hamburgo, a Ponte Preta marcou dois gols e triunfou sobre o Juventude. Já o Botafogo venceu o Figueirense pelo placar mínimo. No dia seguinte, ocorreram os três jogos restantes, sendo que todos foram vencidos pelos visitantes. Em Chapecó, o São Paulo obteve uma vitória com três gols no primeiro tempo: aos 36 minutos, Rodrigo converteu um pênalti, enquanto que Gabriel Novaes marcou dois gols nos últimos minutos. Este também foi o placar da vitória do Palmeiras sobre o Bahia, com gols de Fernando, Yan e Léo Passos. Já o Grêmio superou o Fluminense no Rio de Janeiro, 2 a 1.
Os jogos de volta foram realizados na semana seguinte. Com dois gols de Raphael Stard, o Grêmio repetiu o placar da primeira partida e eliminou o Fluminense. Botafogo e Vasco da Gama também triunfaram, garantindo a classificação com as vitórias. Por outro lado, Palmeiras e Ponte Preta qualificaram-se com reveses: ambas as equipes foram derrotadas por 2 a 1; contudo, o placar não foi suficiente para os adversários. O Corinthians, por sua vez, voltou a empatar com o Sport, mas venceu nas penalidades. Dois empates encerraram a fase, São Paulo e Chapecoense empataram sem gols em Cotia, enquanto o Flamengo se classificou nas penalidades após um empate por 2 a 2 com o Vitória.
| Equipe 1      | Total       | Equipe 2    | 1.º jogo | 2.º jogo |
| ------------- | ----------- | ----------- | -------- | -------- |
| Fluminense    | 2–4         | Grêmio      | 1–2      | 1–2      |
| Palmeiras     | 4–2         | Bahia       | 3–0      | 1–2      |
| São Paulo     | 3–0         | Chapecoense | 3–0      | 0–0      |
| Vasco da Gama | 3–1         | Vila Nova   | 1–1      | 2–0      |
| Sport         | 2–2 (1–4 p) | Corinthians | 0–0      | 2–2      |
| Vitória       | 3–3 (2–4 p) | Flamengo    | 1–1      | 2–2      |
| Ponte Preta   | 3–2         | Juventude   | 2–0      | 1–2      |
| Botafogo      | 4–1         | Figueirense | 1–0      | 3–1      |

### Quartas de final
As quatro primeiras partidas das quartas de final aconteceram em 25 de abril. Em Eldorado do Sul, o Palmeiras goleou o Grêmio por 4 a 0, com dois gols de Léo. Já no Rio de Janeiro, o Botafogo venceu a Ponte Preta pelo placar mínimo. O Vasco da Gama, por sua vez, triunfou sobre o São Paulo. Nesse embate, os paulistanos abriram o placar, mas sofreram a virada dos cariocas. No segundo tempo, o São Paulo converteu três gols em cinco minutos fazendo 4 a 2. Apesar disso, o Vasco da Gama reagiu conseguiu marcar três gols, decretando a vitória. Posteriormente, o Flamengo venceu o Corinthians em Bragança Paulista.
Apesar do revés no primeiro duelo, o Corinthians superou o Flamengo no jogo de volta, igualando o agregado. Os paulistanos, entretanto, garantiu a classificação nas penalidades. Outro embate decido nos pênaltis ocorreu em Campinas, o Botafogo se classificou mesmo perdendo no tempo regulamentar para a Ponte Preta. Em Cotia, o São Paulo reverteu a derrota que sofreu no confronto de ida, vencendo o Vasco da Gama por dois gols de vantagem (3–1) e também se classificou. Por fim, o Palmeiras voltou a golear o Grêmio.
| Equipe 1    | Total       | Equipe 2      | 1.º jogo | 2.º jogo |
| ----------- | ----------- | ------------- | -------- | -------- |
| Grêmio      | 1–8         | Palmeiras     | 0–4      | 1–4      |
| São Paulo   | 7–6         | Vasco da Gama | 4–5      | 3–1      |
| Corinthians | 3–3 (3–2 p) | Flamengo      | 1–2      | 2–1      |
| Ponte Preta | 3–3 (3–4 p) | Botafogo      | 0–1      | 3–2      |

### Semifinais
No dia 3 de maio, a CBF sorteou a ordem dos mandos de campos, com Botafogo e Palmeiras obtendo o mando do segundo jogo. O primeiro confronto foi realizado em 8 de maio, no estádio José Liberati, Osasco. O São Paulo triunfou sobre o Palmeiras, com um gol de pênalti do defensor Rodrigo. No dia seguinte, em Bragança Paulista, o Corinthians venceu o Botafogo com gols de Bilu e William.
Na volta, o Choque Rei terminou empatado (1–1) e, consequentemente, o São Paulo avançou para a decisão. Dois dias depois, o Corinthians foi derrotado pelo Botafogo, mas garantiu a vaga na decisão pelo resultado agregado.
| Equipe 1    | Total | Equipe 2  | 1.º jogo | 2.º jogo |
| ----------- | ----- | --------- | -------- | -------- |
| Palmeiras   | 1–2   | São Paulo | 0–1      | 1–1      |
| Corinthians | 2–1   | Botafogo  | 2–0      | 0–1      |

### Final
A CBF sorteou a ordem dos mandos de campos das duas partidas da decisão no dia 16 de maio. Naquela data, apenas o São Paulo já havia se classificado da semifinal e ficou definido que a primeira partida seria realizada com mando de Botafogo ou Corinthians, enquanto a finalíssima ocorreria no Estádio do Morumbi em São Paulo.
A primeira partida foi realizada em um sábado, no dia 26 de março, na Arena Corinthians em São Paulo. Apitado pelo árbitro paulista Rafael Gomes Félix da Silva, o primeiro confronto teve apenas torcida única devido a determinação do Ministério Público do Estado de São Paulo. Os anfitriões começaram a se impor no jogo na metade do primeiro tempo, chegando a marcar o primeiro tento com Renan Areias. O Corinthians ampliou o placar no início do segundo tempo, quando Carlos Augusto completou um cruzamento. O São Paulo, no entanto, diminuiu com Antony. Já a finalíssima foi realizada no dia 2 de junho, no Estádio do Morumbi, capital paulista, e apitada pelo árbitro José Cláudio Rocha Filho. Com o público superior a 24 mil torcedores, o São Paulo iniciou a partida, o São Paulo iniciou a partida ofensivo e marcou o primeiro gol com Gabriel Novaes. Os mandantes ampliaram no final do primeiro tempo com um gol contra de Carlos Augusto. No segundo tempo, o zagueiro Walce cobrou uma falta de longa distância e acertou o ângulo de Diego. Com o resultado adverso, o Corinthians buscou o ataque para diminuir o placar visando levar a disputa para as penalidades. No entanto, perdeu seu zagueiro Ronald que foi excluído ao receber o segundo cartão amarelo. A situação alvinegra complicou ainda mais após um chute sem muitas pretensões da defesa do São Paulo, o goleiro Diego deixou a meta e interceptou a trajetória da bola, mas sem muita precisão. Gabriel Novaes, então, tomou posse da bola e encobriu o goleiro, marcando o quarto gol dos anfitriões.
| Equipe 1  | Total | Equipe 2    | 1.º jogo | 2.º jogo |
| --------- | ----- | ----------- | -------- | -------- |
| São Paulo | 5–2   | Corinthians | 1–2      | 4–0      |

### Esquema
|  | Primeira fase       | Primeira fase | Primeira fase    | Primeira fase |   |                  | Oitavas de final | Oitavas de final | Oitavas de final | Oitavas de final |  |  | Quartas de final | Quartas de final | Quartas de final | Quartas de final |  |  | Semifinais | Semifinais | Semifinais | Semifinais |  |  | Final | Final | Final | Final |  |
|  |                     |               |                  |               |   |                  |                  |                  |                  |                  |  |  |                  |                  |                  |                  |  |  |            |            |            |            |  |  |       |       |       |       |  |
|  |                     |               |                  |               |   |                  |                  |                  |                  |                  |  |  |                  |                  |                  |                  |  |  |            |            |            |            |  |  |       |       |       |       |  |
|  | Atlético Goianiense | 1             | 0                | 1             |   |                  |                  |                  |                  |                  |  |  |                  |                  |                  |                  |  |  |            |            |            |            |  |  |       |       |       |       |  |
|  | Atlético Goianiense | 1             | 0                | 1             |   |                  |                  |                  |                  |                  |  |  |                  |                  |                  |                  |  |  |            |            |            |            |  |  |       |       |       |       |  |
|  | Sport               | 0             | 3                | 3             |   |                  |                  |                  |                  |                  |  |  |                  |                  |                  |                  |  |  |            |            |            |            |  |  |       |       |       |       |  |
|  | Sport               | 0             | 3                | 3             |   | Sport            | 0                | 2                | 2 (1)            |                  |  |  |                  |                  |                  |                  |  |  |            |            |            |            |  |  |       |       |       |       |  |
|  |                     |               |                  |               |   | Sport            | 0                | 2                | 2 (1)            |                  |  |  |                  |                  |                  |                  |  |  |            |            |            |            |  |  |       |       |       |       |  |
|  |                     |               | Corinthians (p.) | 0             | 2 | 2 (4)            |                  |                  |                  |                  |  |  |                  |                  |                  |                  |  |  |            |            |            |            |  |  |       |       |       |       |  |
|  | Boa Esporte         | 1             | Corinthians (p.) | 0             | 2 | 2 (4)            | —                | 1                |                  |                  |  |  |                  |                  |                  |                  |  |  |            |            |            |            |  |  |       |       |       |       |  |
|  | Boa Esporte         | 1             |                  |               |   |                  |                  |                  |                  |                  |  |  |                  |                  |                  |                  |  |  |            |            |            |            |  |  |       |       |       |       |  |
|  | Corinthians         | 9             | —                | 9             |   |                  |                  |                  |                  |                  |  |  |                  |                  |                  |                  |  |  |            |            |            |            |  |  |       |       |       |       |  |
|  | Corinthians         | 9             | —                | 9             |   | Corinthians (p.) | 1                | 2                | 3 (3)            |                  |  |  |                  |                  |                  |                  |  |  |            |            |            |            |  |  |       |       |       |       |  |
|  |                     |               |                  |               |   |                  |                  |                  |                  |                  |  |  |                  |                  |                  |                  |  |  |            |            |            |            |  |  |       |       |       |       |  |
|  |                     |               | Flamengo         | 2             | 1 | 3 (2)            |                  |                  |                  |                  |  |  |                  |                  |                  |                  |  |  |            |            |            |            |  |  |       |       |       |       |  |
|  | Vitória             | 3             | Flamengo         | 2             | 1 | 3 (2)            | 2                | 5                |                  |                  |  |  |                  |                  |                  |                  |  |  |            |            |            |            |  |  |       |       |       |       |  |
|  | Vitória             | 3             |                  |               |   |                  |                  |                  |                  |                  |  |  |                  |                  |                  |                  |  |  |            |            |            |            |  |  |       |       |       |       |  |
|  | Internacional       | 1             | 3                | 4             |   |                  |                  |                  |                  |                  |  |  |                  |                  |                  |                  |  |  |            |            |            |            |  |  |       |       |       |       |  |
|  | Internacional       | 1             | 3                | 4             |   | Vitória          | 1                | 2                | 3 (2)            |                  |  |  |                  |                  |                  |                  |  |  |            |            |            |            |  |  |       |       |       |       |  |
|  |                     |               |                  |               |   | Vitória          | 1                | 2                | 3 (2)            |                  |  |  |                  |                  |                  |                  |  |  |            |            |            |            |  |  |       |       |       |       |  |
|  |                     |               | Flamengo (p.)    | 1             | 2 | 3 (4)            |                  |                  |                  |                  |  |  |                  |                  |                  |                  |  |  |            |            |            |            |  |  |       |       |       |       |  |
|  | Paysandu            | 0             | Flamengo (p.)    | 1             | 2 | 3 (4)            | —                | 0                |                  |                  |  |  |                  |                  |                  |                  |  |  |            |            |            |            |  |  |       |       |       |       |  |
|  | Paysandu            | 0             |                  |               |   |                  |                  |                  |                  |                  |  |  |                  |                  |                  |                  |  |  |            |            |            |            |  |  |       |       |       |       |  |
|  | Flamengo            | 2             | —                | 2             |   |                  |                  |                  |                  |                  |  |  |                  |                  |                  |                  |  |  |            |            |            |            |  |  |       |       |       |       |  |
|  | Flamengo            | 2             | —                | 2             |   | Corinthians      | 2                | 0                | 2                |                  |  |  |                  |                  |                  |                  |  |  |            |            |            |            |  |  |       |       |       |       |  |
|  |                     |               |                  |               |   |                  |                  |                  |                  |                  |  |  |                  |                  |                  |                  |  |  |            |            |            |            |  |  |       |       |       |       |  |
|  |                     |               | Botafogo         | 0             | 1 | 1                |                  |                  |                  |                  |  |  |                  |                  |                  |                  |  |  |            |            |            |            |  |  |       |       |       |       |  |
|  | Figueirense         | 1             | Botafogo         | 0             | 1 | 1                | 5                | 6                |                  |                  |  |  |                  |                  |                  |                  |  |  |            |            |            |            |  |  |       |       |       |       |  |
|  | Figueirense         | 1             |                  |               |   |                  |                  |                  |                  |                  |  |  |                  |                  |                  |                  |  |  |            |            |            |            |  |  |       |       |       |       |  |
|  | Santos              | 1             | 3                | 4             |   |                  |                  |                  |                  |                  |  |  |                  |                  |                  |                  |  |  |            |            |            |            |  |  |       |       |       |       |  |
|  | Santos              | 1             | 3                | 4             |   | Figueirense      | 0                | 1                | 1                |                  |  |  |                  |                  |                  |                  |  |  |            |            |            |            |  |  |       |       |       |       |  |
|  |                     |               |                  |               |   | Figueirense      | 0                | 1                | 1                |                  |  |  |                  |                  |                  |                  |  |  |            |            |            |            |  |  |       |       |       |       |  |
|  |                     |               | Botafogo         | 1             | 3 | 4                |                  |                  |                  |                  |  |  |                  |                  |                  |                  |  |  |            |            |            |            |  |  |       |       |       |       |  |
|  | Paraná              | 1             | Botafogo         | 1             | 3 | 4                | 1                | 2                |                  |                  |  |  |                  |                  |                  |                  |  |  |            |            |            |            |  |  |       |       |       |       |  |
|  | Paraná              | 1             |                  |               |   |                  |                  |                  |                  |                  |  |  |                  |                  |                  |                  |  |  |            |            |            |            |  |  |       |       |       |       |  |
|  | Botafogo            | 0             | 3                | 3             |   |                  |                  |                  |                  |                  |  |  |                  |                  |                  |                  |  |  |            |            |            |            |  |  |       |       |       |       |  |
|  | Botafogo            | 0             | 3                | 3             |   | Botafogo (p.)    | 1                | 2                | 3 (4)            |                  |  |  |                  |                  |                  |                  |  |  |            |            |            |            |  |  |       |       |       |       |  |
|  |                     |               |                  |               |   |                  |                  |                  |                  |                  |  |  |                  |                  |                  |                  |  |  |            |            |            |            |  |  |       |       |       |       |  |
|  |                     |               | Ponte Preta      | 0             | 3 | 3 (3)            |                  |                  |                  |                  |  |  |                  |                  |                  |                  |  |  |            |            |            |            |  |  |       |       |       |       |  |
|  | Juventude (p.)      | 2             | Ponte Preta      | 0             | 3 | 3 (3)            | 2                | 4 (4)            |                  |                  |  |  |                  |                  |                  |                  |  |  |            |            |            |            |  |  |       |       |       |       |  |
|  | Juventude (p.)      | 2             |                  |               |   |                  |                  |                  |                  |                  |  |  |                  |                  |                  |                  |  |  |            |            |            |            |  |  |       |       |       |       |  |
|  | Cruzeiro            | 1             | 3                | 4 (2)         |   |                  |                  |                  |                  |                  |  |  |                  |                  |                  |                  |  |  |            |            |            |            |  |  |       |       |       |       |  |
|  | Cruzeiro            | 1             | 3                | 4 (2)         |   | Juventude        | 0                | 2                | 2                |                  |  |  |                  |                  |                  |                  |  |  |            |            |            |            |  |  |       |       |       |       |  |
|  |                     |               |                  |               |   | Juventude        | 0                | 2                | 2                |                  |  |  |                  |                  |                  |                  |  |  |            |            |            |            |  |  |       |       |       |       |  |
|  |                     |               | Ponte Preta      | 2             | 1 | 3                |                  |                  |                  |                  |  |  |                  |                  |                  |                  |  |  |            |            |            |            |  |  |       |       |       |       |  |
|  | Coritiba            | 3             | Ponte Preta      | 2             | 1 | 3                | 1                | 4                |                  |                  |  |  |                  |                  |                  |                  |  |  |            |            |            |            |  |  |       |       |       |       |  |
|  | Coritiba            | 3             |                  |               |   |                  |                  |                  |                  |                  |  |  |                  |                  |                  |                  |  |  |            |            |            |            |  |  |       |       |       |       |  |
|  | Ponte Preta         | 2             | 3                | 5             |   |                  |                  |                  |                  |                  |  |  |                  |                  |                  |                  |  |  |            |            |            |            |  |  |       |       |       |       |  |
|  | Ponte Preta         | 2             | 3                | 5             |   | Corinthians      | 2                | 0                | 2                |                  |  |  |                  |                  |                  |                  |  |  |            |            |            |            |  |  |       |       |       |       |  |
|  |                     |               |                  |               |   |                  |                  |                  |                  |                  |  |  |                  |                  |                  |                  |  |  |            |            |            |            |  |  |       |       |       |       |  |
|  |                     |               | São Paulo        | 1             | 4 | 5                |                  |                  |                  |                  |  |  |                  |                  |                  |                  |  |  |            |            |            |            |  |  |       |       |       |       |  |
|  | Vila Nova (p.)      | 3             | São Paulo        | 1             | 4 | 5                | 1                | 4 (5)            |                  |                  |  |  |                  |                  |                  |                  |  |  |            |            |            |            |  |  |       |       |       |       |  |
|  | Vila Nova (p.)      | 3             |                  |               |   |                  |                  |                  |                  |                  |  |  |                  |                  |                  |                  |  |  |            |            |            |            |  |  |       |       |       |       |  |
|  | Atlético Mineiro    | 1             | 3                | 4 (4)         |   |                  |                  |                  |                  |                  |  |  |                  |                  |                  |                  |  |  |            |            |            |            |  |  |       |       |       |       |  |
|  | Atlético Mineiro    | 1             | 3                | 4 (4)         |   | Vila Nova        | 1                | 0                | 1                |                  |  |  |                  |                  |                  |                  |  |  |            |            |            |            |  |  |       |       |       |       |  |
|  |                     |               |                  |               |   | Vila Nova        | 1                | 0                | 1                |                  |  |  |                  |                  |                  |                  |  |  |            |            |            |            |  |  |       |       |       |       |  |
|  |                     |               | Vasco da Gama    | 1             | 2 | 3                |                  |                  |                  |                  |  |  |                  |                  |                  |                  |  |  |            |            |            |            |  |  |       |       |       |       |  |
|  | Avaí                | 1             | Vasco da Gama    | 1             | 2 | 3                | —                | 1                |                  |                  |  |  |                  |                  |                  |                  |  |  |            |            |            |            |  |  |       |       |       |       |  |
|  | Avaí                | 1             |                  |               |   |                  |                  |                  |                  |                  |  |  |                  |                  |                  |                  |  |  |            |            |            |            |  |  |       |       |       |       |  |
|  | Vasco da Gama       | 4             | —                | 4             |   |                  |                  |                  |                  |                  |  |  |                  |                  |                  |                  |  |  |            |            |            |            |  |  |       |       |       |       |  |
|  | Vasco da Gama       | 4             | —                | 4             |   | Vasco da Gama    | 5                | 1                | 6                |                  |  |  |                  |                  |                  |                  |  |  |            |            |            |            |  |  |       |       |       |       |  |
|  |                     |               |                  |               |   |                  |                  |                  |                  |                  |  |  |                  |                  |                  |                  |  |  |            |            |            |            |  |  |       |       |       |       |  |
|  |                     |               | São Paulo        | 4             | 3 | 7                |                  |                  |                  |                  |  |  |                  |                  |                  |                  |  |  |            |            |            |            |  |  |       |       |       |       |  |
|  | Londrina            | 2             | São Paulo        | 4             | 3 | 7                | 1                | 3 (3)            |                  |                  |  |  |                  |                  |                  |                  |  |  |            |            |            |            |  |  |       |       |       |       |  |
|  | Londrina            | 2             |                  |               |   |                  |                  |                  |                  |                  |  |  |                  |                  |                  |                  |  |  |            |            |            |            |  |  |       |       |       |       |  |
|  | Chapecoense (p.)    | 2             | 1                | 3 (4)         |   |                  |                  |                  |                  |                  |  |  |                  |                  |                  |                  |  |  |            |            |            |            |  |  |       |       |       |       |  |
|  | Chapecoense (p.)    | 2             | 1                | 3 (4)         |   | Chapecoense      | 0                | 0                | 0                |                  |  |  |                  |                  |                  |                  |  |  |            |            |            |            |  |  |       |       |       |       |  |
|  |                     |               |                  |               |   | Chapecoense      | 0                | 0                | 0                |                  |  |  |                  |                  |                  |                  |  |  |            |            |            |            |  |  |       |       |       |       |  |
|  |                     |               | São Paulo        | 3             | 0 | 3                |                  |                  |                  |                  |  |  |                  |                  |                  |                  |  |  |            |            |            |            |  |  |       |       |       |       |  |
|  | Brasil de Pelotas   | 1             | São Paulo        | 3             | 0 | 3                | 1                | 2                |                  |                  |  |  |                  |                  |                  |                  |  |  |            |            |            |            |  |  |       |       |       |       |  |
|  | Brasil de Pelotas   | 1             |                  |               |   |                  |                  |                  |                  |                  |  |  |                  |                  |                  |                  |  |  |            |            |            |            |  |  |       |       |       |       |  |
|  | São Paulo           | 0             | 3                | 3             |   |                  |                  |                  |                  |                  |  |  |                  |                  |                  |                  |  |  |            |            |            |            |  |  |       |       |       |       |  |
|  | São Paulo           | 0             | 3                | 3             |   | São Paulo        | 1                | 1                | 2                |                  |  |  |                  |                  |                  |                  |  |  |            |            |            |            |  |  |       |       |       |       |  |
|  |                     |               |                  |               |   |                  |                  |                  |                  |                  |  |  |                  |                  |                  |                  |  |  |            |            |            |            |  |  |       |       |       |       |  |
|  |                     |               | Palmeiras        | 0             | 1 | 1                |                  |                  |                  |                  |  |  |                  |                  |                  |                  |  |  |            |            |            |            |  |  |       |       |       |       |  |
|  | Ceará               | 1             | Palmeiras        | 0             | 1 | 1                | 2                | 3                |                  |                  |  |  |                  |                  |                  |                  |  |  |            |            |            |            |  |  |       |       |       |       |  |
|  | Ceará               | 1             |                  |               |   |                  |                  |                  |                  |                  |  |  |                  |                  |                  |                  |  |  |            |            |            |            |  |  |       |       |       |       |  |
|  | Fluminense          | 2             | 3                | 5             |   |                  |                  |                  |                  |                  |  |  |                  |                  |                  |                  |  |  |            |            |            |            |  |  |       |       |       |       |  |
|  | Fluminense          | 2             | 3                | 5             |   | Fluminense       | 1                | 1                | 2                |                  |  |  |                  |                  |                  |                  |  |  |            |            |            |            |  |  |       |       |       |       |  |
|  |                     |               |                  |               |   | Fluminense       | 1                | 1                | 2                |                  |  |  |                  |                  |                  |                  |  |  |            |            |            |            |  |  |       |       |       |       |  |
|  |                     |               | Grêmio           | 2             | 2 | 4                |                  |                  |                  |                  |  |  |                  |                  |                  |                  |  |  |            |            |            |            |  |  |       |       |       |       |  |
|  | Oeste               | 0             | Grêmio           | 2             | 2 | 4                | —                | 0                |                  |                  |  |  |                  |                  |                  |                  |  |  |            |            |            |            |  |  |       |       |       |       |  |
|  | Oeste               | 0             |                  |               |   |                  |                  |                  |                  |                  |  |  |                  |                  |                  |                  |  |  |            |            |            |            |  |  |       |       |       |       |  |
|  | Grêmio              | 4             | —                | 4             |   |                  |                  |                  |                  |                  |  |  |                  |                  |                  |                  |  |  |            |            |            |            |  |  |       |       |       |       |  |
|  | Grêmio              | 4             | —                | 4             |   | Grêmio           | 0                | 1                | 1                |                  |  |  |                  |                  |                  |                  |  |  |            |            |            |            |  |  |       |       |       |       |  |
|  |                     |               |                  |               |   |                  |                  |                  |                  |                  |  |  |                  |                  |                  |                  |  |  |            |            |            |            |  |  |       |       |       |       |  |
|  |                     |               | Palmeiras        | 4             | 4 | 8                |                  |                  |                  |                  |  |  |                  |                  |                  |                  |  |  |            |            |            |            |  |  |       |       |       |       |  |
|  | Bahia               | 0             | Palmeiras        | 4             | 4 | 8                | 3                | 3                |                  |                  |  |  |                  |                  |                  |                  |  |  |            |            |            |            |  |  |       |       |       |       |  |
|  | Bahia               | 0             |                  |               |   |                  |                  |                  |                  |                  |  |  |                  |                  |                  |                  |  |  |            |            |            |            |  |  |       |       |       |       |  |
|  | Atlético Paranaense | 0             | 2                | 2             |   |                  |                  |                  |                  |                  |  |  |                  |                  |                  |                  |  |  |            |            |            |            |  |  |       |       |       |       |  |
|  | Atlético Paranaense | 0             | 2                | 2             |   | Bahia            | 0                | 2                | 2                |                  |  |  |                  |                  |                  |                  |  |  |            |            |            |            |  |  |       |       |       |       |  |
|  |                     |               |                  |               |   | Bahia            | 0                | 2                | 2                |                  |  |  |                  |                  |                  |                  |  |  |            |            |            |            |  |  |       |       |       |       |  |
|  |                     |               | Palmeiras        | 3             | 1 | 4                |                  |                  |                  |                  |  |  |                  |                  |                  |                  |  |  |            |            |            |            |  |  |       |       |       |       |  |
|  | América Mineiro     | 3             | Palmeiras        | 3             | 1 | 4                | 1                | 4                |                  |                  |  |  |                  |                  |                  |                  |  |  |            |            |            |            |  |  |       |       |       |       |  |
|  | América Mineiro     | 3             |                  |               |   |                  |                  |                  |                  |                  |  |  |                  |                  |                  |                  |  |  |            |            |            |            |  |  |       |       |       |       |  |
|  | Palmeiras           | 2             | 3                | 5             |   |                  |                  |                  |                  |                  |  |  |                  |                  |                  |                  |  |  |            |            |            |            |  |  |       |       |       |       |  |
|  | Palmeiras           | 2             | 3                | 5             |   |                  |                  |                  |                  |                  |  |  |                  |                  |                  |                  |  |  |            |            |            |            |  |  |       |       |       |       |  |
|  |                     |               |                  |               |   |                  |                  |                  |                  |                  |  |  |                  |                  |                  |                  |  |  |            |            |            |            |  |  |       |       |       |       |  |

- As equipes que estão na parte superior do confronto possuem o mando de campo no primeiro jogo e em negrito as equipes classificadas.

## Premiação
| Copa do Brasil de Futebol Sub-20 de 2018 |
| São Paulo                                |
| ---------------------------------------- |
| São Paulo Campeão (3..º título)          |